# Edmondo Mortimer, V conte di March
Edmondo Mortimer (6 novembre 1391 – Irlanda, 18 gennaio 1425) fu il settimo barone di Wigmore, il quinto conte di March e conte dell'Ulster, dal 1398 fino alla morte. Era il figlio di Ruggero Mortimer, IV conte di March, nominato erede al trono del re Riccardo II, titolo nel quale subentrò alla morte del padre nel 1398. Decadde dalla successione l'anno successivo, a causa della conquista del regno da parte di Enrico IV Lancaster ai danni di Riccardo II.

## Origine
Era il figlio del quarto conte di March Ruggero Mortimer (1374-1398) e della moglie, Eleonora Holland (1373-1405), figlia di Tommaso Holland, 1º conte di Kent.

## Biografia
Alla morte del padre, Edmondo, a circa sette anni d'età, gli subentrò nei titoli, ed inoltre il re, Riccardo II, non avendo ancora eredi legittimi, lo riconobbe come erede al trono d'Inghilterra. Quando Riccardo II, nel 1399, fu spodestato, Edmondo fu scavalcato dal cugino, Enrico di Lancaster, che reclamò il trono, per discendenza, per diritto di conquista e per elezione. Questa usurpazione portò in seguito, dopo circa cinquant'anni alla guerra delle due rose.

Blasone della famiglia Mortimer

Enrico IV, appena salito al trono, prese in consegna il piccolo Edmondo e suo fratello Ruggero, che furono custoditi e trattati con ogni riguardo dai Lancaster a Windsor. Nel 1403 lo zio del conte Edmondo, anch'egli di nome Edmondo Mortimer, si accordò col cognato Henry Percy "Hotspur" e con il principe di Galles, Owain Glyndŵr, per detronizzare Enrico IV a favore di suo nipote, ma fallirono e Percy morì in battaglia. Nel 1405, un gruppo di nobili ribelli a Enrico IV, con l'aiuto della cugina dei Mortimer, Costanza di York, riuscì a rapire i due fratelli Mortimer, per condurli nel Galles, nella contea di March, ma i due Mortimer furono ripresi a Cheltenham, prima di giungere in Galles. Edmondo e Ruggero furono trasferiti al castello di Berkhamsted, dove la custodia divenne più severa.
Alla morte di Enrico IV, nel 1413, il figlio e successore, Enrico V, fece liberare Edmondo, conte di March (nel 1409, suo fratello Ruggero era morto in prigione), restituendogli tutte le sue proprietà. Data la considerazione e la stima di cui godeva Enrico V, Edmondo non avanzò alcuna pretesa al trono d'Inghilterra, anzi quando nel luglio 1415, fu messo a parte di una congiura guidata da suo cugino e cognato, il conte di Cambridge, Riccardo Plantageneto, III conte di Cambridge, della casa di York, che si proponeva di porre Edmondo sul trono al posto di Enrico V, Edmondo, colto da un grave senso di colpa, corse a riferire il tutto al re, Enrico V, che perdonò Edmondo ma mandò al patibolo Riccardo.
Nello stesso anno Edmondo seguì Enrico in Francia e prese parte alla battaglia di Azincourt. Negli anni successivi partecipò attivamente alla conquista della Normandia e fu uno dei firmatari del Trattato di Troyes, del 1420, che stabiliva che Enrico V era l'erede del re di Francia, Carlo VI. Alla morte di Enrico V, Edmondo fu tra i membri del consiglio di reggenza del figlio e successore, Enrico VI, di circa un anno.
Nel 1423, nominato luogotenente dell'Irlanda, dapprima la governò attraverso alcuni suoi inviati, poi, nel corso del 1424, la governò in prima persona ed in Irlanda morì di peste all'inizio del 1425. Fu tumulato a Clare Priory, nel Suffolk. Non avendo avuto figli ed essendo morti tutti i suoi fratelli i suoi titoli e beni passarono all'erede di sua sorella Anna (l'unica dei fratelli ad avere avuto discendenza), al quattordicenne, Riccardo Plantageneto, III duca di York, che verso il 1450 avanzò le sue pretese al trono inglese, che portarono alla guerra delle due rose.

## Matrimonio e figli
Edmondo Mortimer aveva sposato, nel 1415, Anna Stafford, figlia di Edmondo Stafford, 5º Conte di Stafford, da cui non ebbe figli. Di Edmondo non si conoscono nemmeno figli illegittimi.

## Ascendenza
|                                     |                                 |                                           | Genitori                                     |  |  | Nonni |  |  | Bisnonni                          |  |  | Trisnonni       |  |
|                                     |                                 |                                           |                                              |  |  |       |  |  | Roger Mortimer, II conte di March |  |  | Edmund Mortimer |  |
|                                     |                                 |                                           |                                              |  |  |       |  |  | Roger Mortimer, II conte di March |  |  | Edmund Mortimer |  |
|                                     |                                 | Elizabeth de Badlesmere                   |                                              |  |  |       |  |  | Roger Mortimer, II conte di March |  |  |                 |  |
| Edmund Mortimer, III conte di March |                                 |                                           |                                              |  |  |       |  |  | Roger Mortimer, II conte di March |  |  |                 |  |
|                                     |                                 | Philippa Montacute                        | William Montacute, I conte di Salisbury      |  |  |       |  |  |                                   |  |  |                 |  |
|                                     |                                 | Philippa Montacute                        | William Montacute, I conte di Salisbury      |  |  |       |  |  |                                   |  |  |                 |  |
|                                     |                                 | Philippa Montacute                        | Catherine Grandison                          |  |  |       |  |  |                                   |  |  |                 |  |
| Roger Mortimer, IV conte di March   |                                 | Philippa Montacute                        |                                              |  |  |       |  |  |                                   |  |  |                 |  |
|                                     |                                 | Lionello Plantageneto, I duca di Clarence | Edward III, re d'Inghilterra                 |  |  |       |  |  |                                   |  |  |                 |  |
|                                     |                                 | Lionello Plantageneto, I duca di Clarence | Edward III, re d'Inghilterra                 |  |  |       |  |  |                                   |  |  |                 |  |
|                                     |                                 | Lionello Plantageneto, I duca di Clarence | Filippa di Hainaut                           |  |  |       |  |  |                                   |  |  |                 |  |
| Philippa di Clarence                |                                 | Lionello Plantageneto, I duca di Clarence |                                              |  |  |       |  |  |                                   |  |  |                 |  |
|                                     |                                 | Elizabeth de Burgh, IV contessa di Ulster | William Donn de Burgh, III conte di Ulster   |  |  |       |  |  |                                   |  |  |                 |  |
|                                     |                                 | Elizabeth de Burgh, IV contessa di Ulster | William Donn de Burgh, III conte di Ulster   |  |  |       |  |  |                                   |  |  |                 |  |
|                                     |                                 | Elizabeth de Burgh, IV contessa di Ulster | Maud di Lancaster                            |  |  |       |  |  |                                   |  |  |                 |  |
| Edmondo Mortimer, V conte di March  |                                 | Elizabeth de Burgh, IV contessa di Ulster |                                              |  |  |       |  |  |                                   |  |  |                 |  |
|                                     | Thomas Holland, I conte di Kent | Robert de Holland, I barone di Holand     |                                              |  |  |       |  |  |                                   |  |  |                 |  |
|                                     | Thomas Holland, I conte di Kent | Robert de Holland, I barone di Holand     |                                              |  |  |       |  |  |                                   |  |  |                 |  |
|                                     | Thomas Holland, I conte di Kent | Maud la Zouche                            |                                              |  |  |       |  |  |                                   |  |  |                 |  |
| Thomas Holland, II conte di Kent    | Thomas Holland, I conte di Kent |                                           |                                              |  |  |       |  |  |                                   |  |  |                 |  |
|                                     |                                 | Joan, IV contessa di Kent                 | Edmondo Plantageneto, I conte di Kent        |  |  |       |  |  |                                   |  |  |                 |  |
|                                     |                                 | Joan, IV contessa di Kent                 | Edmondo Plantageneto, I conte di Kent        |  |  |       |  |  |                                   |  |  |                 |  |
|                                     |                                 | Joan, IV contessa di Kent                 | Margaret Wake, III baronessa Wake di Liddell |  |  |       |  |  |                                   |  |  |                 |  |
| Alianore Holland                    |                                 | Joan, IV contessa di Kent                 |                                              |  |  |       |  |  |                                   |  |  |                 |  |
|                                     |                                 | Richard FitzAlan, X conte di Arundel      | Edmund FitzAlan, IX conte di Arundel         |  |  |       |  |  |                                   |  |  |                 |  |
|                                     |                                 | Richard FitzAlan, X conte di Arundel      | Edmund FitzAlan, IX conte di Arundel         |  |  |       |  |  |                                   |  |  |                 |  |
|                                     |                                 | Richard FitzAlan, X conte di Arundel      | Alice de Warenne                             |  |  |       |  |  |                                   |  |  |                 |  |
| Alice FitzAlan                      |                                 | Richard FitzAlan, X conte di Arundel      |                                              |  |  |       |  |  |                                   |  |  |                 |  |
|                                     |                                 | Eleonora di Lancaster                     | Enrico Plantageneto, III conte di Lancaster  |  |  |       |  |  |                                   |  |  |                 |  |
|                                     |                                 | Eleonora di Lancaster                     | Enrico Plantageneto, III conte di Lancaster  |  |  |       |  |  |                                   |  |  |                 |  |
|                                     |                                 | Eleonora di Lancaster                     | Maud Chaworth                                |  |  |       |  |  |                                   |  |  |                 |  |
|                                     |                                 | Eleonora di Lancaster                     |                                              |  |  |       |  |  |                                   |  |  |                 |  |